# U-202
Unterseeboot 202 foi um submarino alemão do Tipo VIIC, pertencente a Kriegsmarine que atuou durante a Segunda Guerra Mundial.

## Comandantes
| Comandante               | Data                                        |
| ------------------------ | ------------------------------------------- |
| Kptlt. Hans-Heinz Linder | 22 de março de 1941 - 1 de setembro de 1942 |
| Kptlt. Günter Poser      | 2 de setembro de 1942 - 2 de junho de 1943  |

## Subordinação
Durante o seu tempo de serviço, esteve subordinado às seguintes flotilhas:
| Período                                  | Flotilha                                  |
| ---------------------------------------- | ----------------------------------------- |
| 22 de março de 1941 - 1 de junho de 1941 | 1. Unterseebootsflottille (treinamento)   |
| 1 de junho de 1941 - 2 de junho de 1943  | 1. Unterseebootsflottille (serviço ativo) |

## Operações conjuntas de ataque
O U-202 participou das seguinte operações de ataque combinado durante a sua carreira:
- Rudeltaktik Grönland (17 de agosto de 1941 - 27 de agosto de 1941)
- Rudeltaktik Markgraf (27 de agosto de 1941 - 11 de setembro de 1941)
- Rudeltaktik Schlagetot (20 de outubro de 1941 - 1 de novembro de 1941)
- Rudeltaktik Raubritter (1 de novembro de 1941 - 5 de novembro de 1941)
- Rudeltaktik Delphin (20 de janeiro de 1943 - 9 de fevereiro de 1943)
- Rudeltaktik Rochen (9 de fevereiro de 1943 - 28 de fevereiro de 1943)
- Rudeltaktik Tümmler (1 de março de 1943 - 19 de março de 1943)
- Rudeltaktik sem nome (5 de maio de 1943 - 10 de maio de 1943)
- Rudeltaktik Lech (10 de maio de 1943 - 15 de maio de 1943)
- Rudeltaktik Donau 2 (15 de maio de 1943 - 26 de maio de 1943)